# Vals (Ariège)
Vals település Franciaországban, Ariège megyében. Lakosainak száma 87 fő (2022. január 1.). Vals Les Pujols, Rieucros, Saint-Félix-de-Tournegat és Teilhet községekkel határos.

## Népesség
A település népessége az elmúlt években az alábbi módon változott:
| Lakosok száma | 54   | 45   | 59   | 75   | 93   | 97   | 98   | 92   | 90   | 87   |
|               | 1968 | 1982 | 1990 | 2006 | 2013 | 2015 | 2017 | 2019 | 2020 | 2022 |